# Lista de senadores do Brasil da 3.ª legislatura
Esta é a lista de senadores do Brasil da 3.ª legislatura do Congresso Nacional. Inclui-se o nome civil dos parlamentares, o partido ao qual eram filiados na data da posse, sua unidade federativa de origem, bem como outras informações. Esta legislatura do Senado Federal durou de 1834 até 1837.

## Presidentes
| Nome do senador | Nome do senador                                    | Imagem | Início do mandato | Fim do mandato | Partido | Origem                    | Referências |
| --------------- | -------------------------------------------------- | ------ | ----------------- | -------------- | ------- | ------------------------- | ----------- |
|                 | Bento Barroso Pereira                              |        | 1832              | 1836           | Nenhum  | Capitania de Minas Gerais | [ 2 ] [ 3 ] |
|                 | Antônio Luís Pereira da Cunha Marquês de Inhambupe |        | 1837              | 1837           | Nenhum  | Província da Bahia        | [ 2 ] [ 4 ] |

## Senadores
| Imagem                                      | Nome                                                                        | Início de mandato    | Fim de mandato       | Partido              | Observações          | Referências e notas  |  |
| Província de Alagoas                        | Província de Alagoas                                                        | Província de Alagoas | Província de Alagoas | Província de Alagoas | Província de Alagoas | Província de Alagoas |  |
| ------------------------------------------- | --------------------------------------------------------------------------- | -------------------- | -------------------- | -------------------- | -------------------- | -------------------- |  |
|                                             | Felisberto Caldeira Brant Pontes de Oliveira Horta 1.º Marquês de Barbacena | 1826                 | 1841                 |                      |                      |                      |  |
|                                             | D. Nuno Eugênio Lóssio e Seiblitz                                           | 1826                 | 1843                 |                      |                      |                      |  |
| Província da Bahia                          |                                                                             |                      |                      |                      |                      |                      |  |
|                                             | Manuel Ignácio da Cunha e Menezes 1.º Visconde do Rio Vermelho              | 1829                 | 1850                 |                      |                      |                      |  |
|                                             | Luiz Joaquim Duque Estrada Furtado de Mendonça Duque Estrada                | 1827                 | 1834                 |                      |                      |                      |  |
|                                             | José da Silva Lisboa Visconde de Cayru                                      | 1826                 | 1837                 |                      |                      |                      |  |
|                                             | José Joaquim Carneiro de Campos Marquês de Caravelas                        | 1826                 | 1836                 |                      |                      |                      |  |
|                                             | Francisco Carneiro de Campos                                                | 1826                 | 1842                 |                      |                      |                      |  |
|                                             | Domingos Borges de Barros Visconde de Pedra Branca                          | 1833                 | 1855                 |                      |                      |                      |  |
|                                             | Manuel dos Santos Martins Valasques                                         | 1834                 | 1863                 |                      |                      |                      |  |
|                                             | Manuel Alves Branco 2.º Visconde de Caravelas                               | 1834                 | 1856                 | Liberal              |                      |                      |  |
|                                             | Cassiano Esperidião de Mello e Mattos                                       | 1834                 | 1857                 |                      |                      |                      |  |
| Província do Ceará                          |                                                                             |                      |                      |                      |                      |                      |  |
|                                             | João Antônio Rodrigues de Carvalho                                          | 1826                 | 1837                 |                      |                      |                      |  |
|                                             | Pedro José da Costa Barros                                                  | 1827                 | 1841                 |                      |                      |                      |  |
|                                             | José Martiniano de Alencar                                                  | 1830                 | 1860                 |                      |                      |                      |  |
|                                             | João Vieira de Carvalho Marquês de Lages                                    | 1829                 | 1847                 | Conservador          |                      |                      |  |
| Província do Espírito Santo                 |                                                                             |                      |                      |                      |                      |                      |  |
|                                             | José Thomaz Nabuco de Araújo                                                | 1834                 | 1852                 |                      |                      |                      |  |
|                                             | Francisco dos Santos Pinto                                                  | 1826                 | 1837                 |                      |                      |                      |  |
| Província de Goiás                          |                                                                             |                      |                      |                      |                      |                      |  |
|                                             | Francisco Maria Gordilho Veloso de Barbuda Marquês de Jacarepaguá           | 1826                 | 1837                 |                      |                      |                      |  |
|                                             | José Rodrigues Jardim                                                       | 1834                 | 1841                 |                      |                      |                      |  |
| Província do Maranhão                       |                                                                             |                      |                      |                      |                      |                      |  |
|                                             | Patrício José de Almeida e Silva                                            | 1826                 | 1847                 |                      |                      |                      |  |
|                                             | Antônio Pedro da Costa Ferreira                                             | 1834                 | 1860                 |                      |                      |                      |  |
| Província de Mato Grosso                    |                                                                             |                      |                      |                      |                      |                      |  |
|                                             | José Saturnino da Costa Pereira                                             | 1828                 | 1852                 |                      |                      |                      |  |
| Província de Minas Gerais                   |                                                                             |                      |                      |                      |                      |                      |  |
|                                             | Antonio Augusto Monteiro de Barros                                          | 1828                 | 1841                 |                      |                      |                      |  |
|                                             | Antônio Gonçalves Gomide                                                    | 1826                 | 1837                 |                      |                      |                      |  |
|                                             | Manuel Inácio de Melo e Sousa Barão de Pontal                               | 1834                 | 1860                 |                      |                      |                      |  |
|                                             | João Evangelista de Faria Lobato                                            | 1826                 | 1846                 |                      |                      |                      |  |
|                                             | José Bento Leite Ferreira de Mello                                          | 1834                 | 1841                 | Liberal              |                      |                      |  |
|                                             | José Custódio Dias                                                          | 1834                 | 1841                 |                      |                      |                      |  |
|                                             | Manuel Ferreira da Câmara Bittencourt Aguiar e Sá                           | 1826                 | 1837                 |                      |                      |                      |  |
|                                             | Estevão Ribeiro de Rezende Marquês de Valença                               | 1826                 | 1856                 |                      |                      |                      |  |
|                                             | Marcos Antônio Monteiro de Barros                                           | 1826                 | 1852                 |                      |                      |                      |  |
|                                             | Manuel Jacinto Nogueira da Gama                                             | 1826                 | 1847                 |                      |                      |                      |  |
|                                             | Sebastião Luiz Tinoco da Silva                                              | 1826                 | 1839                 |                      |                      |                      |  |
|                                             | Nicolau Pereira de Campos Vergueiro                                         | 1828                 | 1859                 | Partido Liberal      |                      |                      |  |
|                                             | José Teixeira da Fonseca Vasconcellos Visconde de Caeté                     | 1826                 | 1841                 |                      |                      |                      |  |
| Província do Grão-Pará                      |                                                                             |                      |                      |                      |                      |                      |  |
|                                             | Nabuco de Araújo (José Joaquim Nabuco de Araújo)                            | 1826                 | 1852                 |                      |                      |                      |  |
| Província da Paraíba                        |                                                                             |                      |                      |                      |                      |                      |  |
|                                             | Antonio da Cunha Vasconcelos                                                | 1830                 | 1868                 |                      |                      |                      |  |
|                                             | Manuel de Carvalho Paes de Andrade                                          | 1830                 | 1855                 |                      |                      |                      |  |
| Província de Pernambuco                     |                                                                             |                      |                      |                      |                      |                      |  |
|                                             | Manuel Caetano de Almeida e Albuquerque                                     | 1826                 | 1844                 |                      |                      |                      |  |
|                                             | José Inácio Borges                                                          | 1826                 | 1838                 |                      |                      |                      |  |
|                                             | Bento Barroso Pereira                                                       | 1826                 | 1837                 |                      |                      |                      |  |
|                                             | José Joaquim de Carvalho                                                    | 1826                 | 1837                 |                      |                      |                      |  |
|                                             | Antônio Luíz Pereira da Cunha Marquês de Inhambupe                          | 1826                 | 1837                 |                      |                      |                      |  |
|                                             | Pedro de Araújo Lima Marquês de Olinda                                      | 1834                 | 1872                 | Conservador          |                      |                      |  |
|                                             | José Carlos Mayrink da Silva Ferrão                                         | 1826                 | 1846                 |                      |                      |                      |  |
| Província do Piauí                          |                                                                             |                      |                      |                      |                      |                      |  |
|                                             | Luiz José de Oliveira Mendes Barão de Monte Santo I                         | 1826                 | 1851                 |                      |                      |                      |  |
| Província do Rio de Janeiro                 |                                                                             |                      |                      |                      |                      |                      |  |
|                                             | Diogo Antônio Feijó Regente Feijó                                           | 1830                 | 1844                 | Partido Liberal      |                      |                      |  |
|                                             | José Caetano Ferreira de Aguiar                                             | 1826                 | 1837                 | —                    |                      |                      |  |
|                                             | Mariano José Pereira da Fonseca                                             | 1826                 | 1848                 |                      |                      |                      |  |
|                                             | Francisco Vilela Barbosa Marquês de Paranaguá                               | 1826                 | 1846                 |                      |                      |                      |  |
|                                             | Lúcio Soares Teixeira de Gouveia                                            | 1834                 | 1841                 |                      |                      |                      |  |
|                                             | Francisco de Lima e Silva Barão de Barra Grande                             | 1834                 | 1856                 |                      |                      |                      |  |
| Província do Rio Grande do Norte            |                                                                             |                      |                      |                      |                      |                      |  |
|                                             | Affonso de Albuquerque Maranhão                                             | 1826                 | 1837                 |                      |                      |                      |  |
|                                             | Francisco Brito Guerra                                                      | 1834                 | 1845                 |                      |                      |                      |  |
| Província de São Pedro do Rio Grande do Sul |                                                                             |                      |                      |                      |                      |                      |  |
|                                             | Antônio Vieira da Soledade                                                  | 1826                 | 1836                 |                      |                      | [ 5 ]                |  |
| Província de Santa Catarina                 |                                                                             |                      |                      |                      |                      |                      |  |
|                                             | Lourenço Rodrigues de Andrade                                               | 1826                 | 1844                 |                      |                      |                      |  |
| Província de São Paulo                      |                                                                             |                      |                      |                      |                      |                      |  |
|                                             | José Feliciano Fernandes Pinheiro                                           | 1826                 | 1847                 |                      |                      |                      |  |
|                                             | Francisco de Assis Mascarenhas                                              | 1826                 | 1843                 |                      |                      |                      |  |
|                                             | Francisco de Paula Souza e Melo                                             | 1830                 | 1854                 | Partido Liberal      |                      |                      |  |
|                                             | Lucas Antônio Monteiro de Barros Visconde de Congonhas do Campo             | 1826                 | 1851                 |                      |                      |                      |  |
| Província de Sergipe                        |                                                                             |                      |                      |                      |                      |                      |  |
|                                             | José Teixeira da Matta Bacellar                                             | 1826                 | 1838                 |                      |                      |                      |  |